# Массімо Джиротті
Ма́ссімо Джиро́тті (італ. Massimo Girotti; 18 травня 1918, Мольяно, Королівство Італія — 5 січня 2003, Рим) — один з найуспішніших і затребуваних італійських кіноакторів XX століття.

## Біографія
Починав як спортсмен, напередодні Другої світової війни виграв чемпіонат Італії з ватерполо. Зіркою його зробила головна роль у дебютному фільмі Лукіно Вісконті «Одержимість» (1943). Згодом він працював з Вісконті над фільмами «Почуття» і «Безневинний», а також зіграв декілька яскравих ролей у фільмах інших неореалістів.
У 1950 р. виконав головну роль у кінодебюті іншого класика світового кіно, Мікеланджело Антоніоні, — стрічці «Хроніка одного кохання». Він також багато знімався в італійських пеплумах у ролях античних героїв.
У 1960-і роки Джиротті відходить від амплуа секс-символу. Він знімається у Пазоліні в «Теоремі» і «Медеї», а також пробує себе в характерних ролях («Червоний намет», «Останнє танго в Парижі»). У некролозі Джиротті кінокритик Андрій Плахов дав йому таку характеристику:
| Мужній, красивий, з різьбленим профілем, він нагадував висічених у мармурі великих римлян. Зовнішній холод і статичність гри одних дратували, інші бачили в цьому фірмовий метод Джиротті і цінували внутрішній вогонь, що таїться під льодом. Якщо його обличчя нагадувало скульптуру, то самого актора порівнювали зі скульптором, що висікає свої монументальні образи з каменю. Оригінальний текст (рос.) Мужественный, красивый, с точеным профилем, он напоминал высеченных в мраморе великих римлян. Внешний холод и статичность игры одних раздражали, другие видели в этом фирменный метод Джиротти и ценили внутренний огонь, таящийся подо льдом. Если его лицо напоминало скульптуру, то самого актёра сравнивали со скульптором, высекающим свои монументальные образы из камня.— |

Помер Массімо Джиротті у Римі 15 січня 2003 року від серцевого нападу одразу по завершенні роботи у фільмі режисера Ферзана Озпетека «Вікно навпроти».

## Обрана фільмографія
| Рік  |    | Українська назва                   | Оригінальна назва                         | Роль                                            |
| ---- | -- | ---------------------------------- | ----------------------------------------- | ----------------------------------------------- |
| 1939 | ф  | Дора Нельсон                       | Dora Nelson                               | Енріко                                          |
| 1940 | ф  | Романтична пригода                 | Una romantica avventura                   | Лучано                                          |
| 1941 | ф  | Флорія Тоска                       | Tosca                                     | Анджелотті                                      |
| 1941 | ф  | Залізна корона                     | La corona di ferro                        | Ліциніо / його син Армініо                      |
| 1941 | ф  | Малазійські пірати                 | I pirati della Malesia                    | Tremal-Naik                                     |
| 1941 | ф  | Два тигри                          | Le due tigri                              | Tremal-Naik                                     |
| 1941 | ф  | Сім'я Брамбілла в пошуку           | La famiglia Brambilla in vacanza          | Marco Sassoli                                   |
| 1942 | ф  | Пілот повертається                 | Un pilota ritorna                         | Il tenente Gino Rossati                         |
| 1943 | ф  | Гарлем                             | Harlem                                    | Томмазо Россі                                   |
| 1943 | ф  | Одержимість                        | Ossessione                                | Джіно Коста                                     |
| 1943 | ф  | Зовнішній вигляд                   | Apparizione                               | Франко                                          |
| 1945 | ф  | Ворота небесні                     | La porta del cielo                        | сліпий юнак                                     |
| 1946 | ф  | Бажання                            | Desiderio                                 | Nando Mancini                                   |
| 1947 | ф  | Заблудна молодь                    | Gioventù perduta                          | Марчелло Маріані                                |
| 1947 | ф  | Трагічне полювання                 | Caccia tragica                            | Мікеле                                          |
| 1948 | ф  | Важкі роки                         | Anni difficili                            | Джованні                                        |
| 1948 | ф  | Мрії на дорогах                    | Molti sogni per le strade                 | Паоло Бертоні                                   |
| 1949 | ф  | Під небом Сицилії                  | In nome della legge                       | суддя Гвідо Скьяві                              |
| 1949 | ф  | Фабіола                            | Fabiola                                   | Себастіано                                      |
| 1950 | ф  | Хроніка одного кохання             | Cronaca di un amore                       | Гвідо Гарроні                                   |
| 1951 | ф  | Закриті віконниці                  | Persiane chiuse                           | Роберто                                         |
| 1952 | ф  | Рим, 11-та                         | Roma ore 11                               | Nando the Unemployed                            |
| 1952 | ф  | Шкіряний ніс                       | Nez de cuir                               | доктор Маршал                                   |
| 1953 | ф  | Спартак                            | Spartaco                                  | Спартак                                         |
| 1953 | ф  | На околиці великого міста          | Ai margini della metropoli                | Avv. Roberto Martini                            |
| 1953 | ф  | Дайте чоловіка Анні Дзакео         | Un marito per Anna Zaccheo                | андреа Грацці                                   |
| 1953 | ф  | Кохання жінки                      | L'amour d'une femme                       | Андре Лоренці                                   |
| 1954 | ф  | Почуття                            | Senso                                     | маркіз Роберто Уссоні                           |
| 1955 | ф  | Відчайдушне прощання               | Disperato addio                           |                                                 |
| 1955 | ф  | Нічна Маргарита                    | Marguerite de la nuit                     | Валентин                                        |
| 1956 | ф  | Грозовий перевал                   | Cime tempestose                           | Хіткліфф                                        |
| 1957 | ф  | Італійський сувенір                | Souvenir d'Italie                         | Уго Паренті                                     |
| 1958 | ф  | Дорога завдовжки в рік             | La strada lunga un anno                   | Chiacchiera (Naklapalo)                         |
| 1959 | ф  | Ірод Великий                       | Erode il grande                           | Октавіан                                        |
| 1959 | ф  | Асфальт                            | Asphalte                                  | Éric                                            |
| 1959 | ф  | Юдиф і Олоферн                     | Giuditta e Oloferne                       | Holophernes                                     |
| 1959 | ф  | Вовки у прірві                     | Lupi nell'abisso                          | Comandante                                      |
| 1960 | ф  | Козаки                             | I cosacchi                                | Олександр II                                    |
| 1960 | ф  | Листи послушниці                   | Lettere di una novizia                    | Дон Паоло Конті                                 |
| 1960 | ф  | Аргонавти: У пошуках золотого руна | I giganti della Tessaglia (Gli argonauti) | Орфей                                           |
| 1961 | ф  | Ромул і Рем                        | Romolo e Remo                             | Тазіо                                           |
| 1963 | ф  | Імперська Венера                   | Venere imperiale                          | Леклерк                                         |
| 1963 | ф  | Найкоротший день                   | Il giorno più corto                       | капітан у вікна                                 |
| 1963 | ф  | Золото Цезаря                      | Oro per i Cesari                          | Pro-consul Caius Cornelius Maximus              |
| 1965 | тф | Цар                                | Il re                                     |                                                 |
| 1965 | ф  | Казкові пригоди Марко Поло         | La fabuleuse aventure de Marco Polo       | Ніколо, Батько Марко Поло                       |
| 1965 | ф  | Ідол, що світиться                 | Idoli controluce                          | Ugo Sanfelice                                   |
| 1966 | ф  | Загадка Ван Ейка                   | El misterioso señor Van Eyck              |                                                 |
| 1967 | ф  | Даруйте, займемося коханням?       | Scusi, facciamo l'amore?                  | Тассі                                           |
| 1967 | ф  | Відьми                             | Le streghe                                | Спортсмен                                       |
| 1967 | тф | Авраам Лінкольн                    | Abramo Lincoln — Cronaca di un delitto    |                                                 |
| 1968 | ф  | Теорема                            | Teorema                                   | Паоло, батько                                   |
| 1969 | с  | Джекіл                             | Jekyll                                    | Джон Уттерсон                                   |
| 1969 | ф  | Червоний намет                     | La tenda rossa                            | Романья                                         |
| 1969 | ф  | Медея                              | Medea                                     | король Креон                                    |
| 1972 | ф  | Камера тортур                      | Gli orrori del castello di Norimberga     | Dr. Karl Hummel                                 |
| 1972 | ф  | Останнє танго в Парижі             | Ultimo tango a Parigi                     | Марсель                                         |
| 1973 | ф  | Останній шанс                      | L'ultima chance                           | Фред Нортон                                     |
| 1974 | ф  | Поцілунок                          | Il bacio                                  | герцог Дацці                                    |
| 1974 | ф  | Граф Каліостро                     | Cagliostro                                | Казанова                                        |
| 1975 | ф  | Підозріла смерть неповнолітньої    | Morte sospetta di una minorenne           | Gaudenzio Pesce                                 |
| 1976 | ф  | Невинний                           | L'innocente                               | граф Стефано Егано                              |
| 1976 | ф  | Мосьє Кляйн                        | Monsieur Klein                            | Шарлі                                           |
| 1976 | ф  | Агнеса помирає                     | L'agnese va a morire                      | Паліта                                          |
| 1980 | тф | Вигнанець з острова                | Un reietto delle isole                    |                                                 |
| 1981 | ф  | Любовна пристрасть                 | Passione d'amore                          | Colonel                                         |
| 1983 | ф  | Арс Аманді, або Мистецтво кохання  | Ars amandi                                | Ovid                                            |
| 1985 | с  | Камо грядеші                       | Quo Vadis?                                | Aulus Plautius                                  |
| 1985 | с  | Христофор Колумб                   | Christopher Columbus                      | Duke Medina Celi                                |
| 1985 | ф  | Берлінський роман                  | Interno berlinese                         | Вернер фон Хайден                               |
| 1988 | ф  | Серце матері                       | Il cuore di mamma                         | Альдо                                           |
| 1988 | ф  | Богема                             | La Bohème                                 | Alcindoro, acting                               |
| 1989 | ф  | Ребус                              | Rebus                                     | Conte Valery Du Terrail                         |
| 1989 | ф  | Французька революція               | La révolution française                   | L'envoyé du Pape (segment "Anées Lumière, Les") |
| 1990 | тф | Мадемуазель Ардель                 | Mademoiselle Ardel                        | Le comte di Falco                               |
| 1994 | ф  | Монстр (Секс-терорист)             | Il mostro                                 | Distinguished Resident                          |
| 1998 | ф  | Світанок у Венеції                 | Sunset in Venice                          | Alter Herr                                      |
| 1999 | ф  | Лукіно Вісконті                    | Luchino Visconti                          | грає самого себе                                |
| 2000 | тф | Кардинал                           | Der Kardinal - Der Preis der Liebe        | Донато                                          |
| 2003 | ф  | Вікно навпроти                     | La Finestra di Fronte                     | Сімон / Давид Веролі                            |